# Medios de comunicación en Perú
Los medios de comunicación en Perú tienen sus antecedentes en las culturas originarias y el desarrollo de su lenguaje y escritura. La prensa es uno de los medios más antiguos, que se desarrolló incluso antes de la Independencia. El país cuenta también con medios audiovisuales como la radio (con más de mil estaciones en Lima en 2002) y la televisión (siete son señal abierta nacional en 2002), que se desarrollaron a lo largo del siglo XX. Finalmente, llegó Internet, con el surgimiento del servicio Infovía a finales de los años 1990.
En Perú se recurre al espectro radioeléctrico, una tecnología que facilita la difusión de noticias a un coste menor que la imprenta. Su infraestructura estuvo históricamente dominada por inversores del sector privado, con la salvedad de la administración de Velasco Alvarado. La Ley General de 1971 estableció un proceso de concesión por 20 años para la operación de telecomunicaciones.  Posteriormente, las políticas neoliberales redujeron el control de las concesiones,  que pasaron a alquilarse a cambio de una tasa por explotación comercial. El Organismo Supervisor de la Inversión Privada en Telecomunicaciones (OSIPTEL) se encarga de garantizar la buena infraestructura.
En el ámbito de la radiodifusión, solo existe una ley que la regula. Al igual que la prensa impresa de Lima, son pocas las entidades mediáticas que desempeñan un papel predominante en la esfera pública. El 80 % de las mayores empresas de medios de comunicación de Perú son propiedad de familiares directos de los propietarios. Las familias adineradas ejercen un control considerable sobre los medios de comunicación y utilizan su influencia para moldear las decisiones políticas en su propio beneficio financiero, además de recurrir intensivamente a la publicidad estatal y a la de organizaciones publicitarias.
Los medios de comunicación tradicionales se consolidaron como un medio accesible a nivel nacional, y la calle es uno de los espacios donde más se recibe y socializa. Si bien la radio es popular en varias clases sociales del país, la televisión tiene una fuerte presencia entre la población femenina costeña de mediana edad (según Ipsos en 2019), aunque se sugiere que se extendió al público senil (según estudios de 2016 y 2024). Esta apuesta por espacios de entretenimiento, como las telenovelas, ha hecho que las de Turquía sean las más rentables. Sin embargo, su producción de entretenimiento se degradó con el fin de ganar un público principalmente sin formación crítica e incapaz de exigir contenido de calidad. En 2004, cuando Internet no era tan masivo, los medios se habían enfocado más en la farándula y en la actualidad policial que en la política. Los medios de comunicación dominantes en Perú se caracterizan por su postura económica y políticamente conservadora y artistas como Eduardo Adrianzén sugieren que «es una cosa impensable» introducir temas que reten a la sociedad del país.
Los medios peruanos se caracterizan por utilizar verbos condicionales en sus titulares, tanto de política, deportes o entretenimiento, lo que facilita la difusión de rumores. Desde la década de 2010, los principales medios de comunicación anteriormente de buena reputación comenzaron a diseminar desinformación política, seguida por pseudociencia relacionada con la pandemia de COVID-19. Las acusaciones de desinformación se intensificaron en medio de la polarización social, exacerbada por la crisis política de 2021.
Para los siguientes años del siglo XXI, el sector de las telecomunicaciones en Perú se diversificó. La empresa Telefónica del Perú (Movistar), que tenía el monopolio de Internet y que fue vendida por su matriz en 2025, empezó a perder cuota de mercado a favor de sus competidores. Los medios de prestigio se alejaron de los grandes conglomerados para enfocarse en el periodismo de investigación digital, siendo las dos principales organizaciones de investigación IDL-Reporteros y Ojo Público. Por otra parte, a causa de las deficiencias de la prensa de Lima, la prensa alternativa, compuesta principalmente por comunicadores regionales, desempeñó un papel crucial en la cobertura política durante el gobierno de Pedro Castillo y la convulsión social. En esos años surgieron los canales de streaming con parrilla de programación como La Encerrona y su Canal Ya.

## Radio y televisión

### Radio
La radio en Perú hace su aparición en 1925 con la inauguración de la actual Radio Nacional del Perú. Inicialmente, las primeras radios se instalaron en Lima, pero en la década siguiente se extendieron a nivel nacional. Las frecuencias se asignaban de uso privado hasta la década de 1930, cuando la radio se convirtió en un medio de comunicación comercial y surgieron emisoras locales como DUSA (Difusora Universal S.A.) y Grellaund. En la década de 1950, la programación radiofónica fue entre 2 y 12 horas diarias. En la década de 1970, las estaciones comenzaron a emitir en regiones andinas y selváticas, con programación producida en esas regiones. En esa época, se difundió con mayor frecuencia la música andina, la nueva ola y la cumbia peruana.

### Televisión
La televisión en Perú es uno de los medios de comunicación masivos en el país y uno de los dominantes desde finales del siglo XX. Se desarrollaron en simultáneo con la radio entre los años 1950 y 1960 con el surgimiento de canales locales. Sin embargo, con la llegada de Velasco Alvarado, las estaciones se redujeron a 3 y volvió a resurgir en loa década de los años 1980 con cuatro nuevos canales, al menos en Lima.
En la actualidad, existen 2,254 estaciones de televisión en todo el Perú (2025), 128 de las cuales están en Lima. Siendo Cusco la región con más estaciones (246) y Loreto la región de mayor crecimiento (un 24 %) frente al año anterior. El titular del servicio de radiodifusión televisiva con más estaciones es el Instituto Nacional de Radio y Televisión del Perú (IRTP) con 334 en todo el país. El 55.5% de estaciones de TV tiene una finalidad comercial, el 43.6% educativa y solo el 0.8 % tiene finalidad comunitaria. Puno es la región con más estaciones de TV comercial (149), mientras que Áncash lidera la lista de estaciones con fines educativos (120) y comunitarios (7).

### Autorización
La obtención de los servicios de radiodifusión se basan en la ley Ley de Radio y Televisión. Cada canal debe estar registrado en el Registro Nacional de Frecuencia, por lo que los canales (o frecuencias) no registrados pueden solicitarse a la Dirección General de Autorizaciones en Telecomunicaciones, propiedad del Viceministerio de Comunicaciones, o participar en un concurso público por un plazo renovable de 10 años. Además, se paga un canon por emisión de las frecuencias, que dependerá de la potencia, el área y la unidad impositiva tributaria. Obligatoriamente, al menos una frecuencia de radiodifusión local es reservada exclusivamente al Estado peruano por decreto legislativo 829 (cuando es formado el IRTP). Incluso, en situaciones bélicas, las frecuencias radial pasan como operadores al Ministerio de Defensa.
Oficialmente se necesita homologar una transmisión. En 2014 se promulgó normas de amnistía para fomentar las emisoras de radio y televisión comunitarias. En 2022 se añadió una modificación sobre el otorgamiento de licencia bajo una potencia permitida de transmisión así como su sistema irradiante.

## Telefonía e Internet

### Telefonía
La telefonía llega al país con la formación de la Compañía Peruana de Teléfonos en los años 1920. En 1994 existió una densidad de 3.4 teléfonos por cada cien habitantes. En 1998 comenzó a operarse la telefonía rural para extender a 1.7 millones de clientes. Para los años 2000, además de establecer un tarifa plana, se estableció un cargo de interconexión para aparatar los costes. Posteriormente se propuso distribuir los servicios de telefonía fija, dominados por Telefónica.
En los años 2000 se introdujo un método de consumo para telefonía fija y móvil mediante tarjeta prepago, una evolución de las monedas rin de los teléfonos públicos de las décadas anteriores. Estas tarjetas ofrecían una alternativa a los planes tarifarios de cuota fija, permitiendo a los usuarios gastar minutos de llamada hasta el valor nominal asignado a cada tarjeta. La Red Científica Peruana promocionaba una de esas tarjetas, llamada «roja y blanca». No obstante, las tarjetas prepagadas no eran recargables, y en 2007 se implementó un plazo máximo de 30 días para su utilización.

### Telefonía móvil
La telefonía móvil fue introducida en los años 1990, el primero a cargo de Telemóvil. Posteriormente, entró en mercado la marca CPT Celular, anteriormente propiedad del Estado.
La ciudad de Lima recibió a finales de 1990 el sistema CDMA, siendo pionera a nivel Sudamérica.  En 2025, el Ministerio de Comunicación de Perú legalizó la tecnología 5G.
A 2021, están abiertas 42 millones de líneas. Para comunicarse de un teléfono a otro, se recurre al sistema de prefijos numéricos. Para los años 2020, la venta ambulatoria de chips está prohibida, mientras que las tarifas de servicio telefónico establecidas en los contratos no pueden modificarse ni sus atributos reducirse.
Anualmente los servicios de comunicaciones se autorizan por un plazo de 20 años. En 2009 se implementó la portabilidad numérica, que permite cambiarse de operador. Telefónica, una de las empresas con mayor número de usuarios en el país (con casi cinco millones), se vio perjudicada por la portabilidad, ya que perdió la mitad de sus usuarios (2.7 millones de líneas móviles) entre 2015 y 2024.

### Internet
En 2002 la cantidad de usuarios conectados al menos una vez por mes fueron de 1.740.000. El número de suscriptores al servicio de internet fijo en todo el Perú fue de 2 105 280 hacia el tercer trimestre de 2016, indican datos del Ministerio de Transportes y Comunicaciones.
La inversión de publicidad en el Internet en el 2008 fue de 10.5 millones de dólares, lo que significa un crecimiento del 55 % con relación al 2007, según informó IAB Perú.
Lima y Callao tuvieron el 63.3 % del mercado nacional de este servicio, con aproximadamente 1.3 millones de suscriptores. El internet móvil tiene más de 18 millones de suscriptores. En Lima se encuentran 7.1 millones.

## Prensa escrita
La prensa de Perú surge desde su primer periódico nacional en la época republicana, El Peruano, cuyo primer número se publicó el 22 de octubre de 1825. Para el siglo XX, surgen los medios comerciales más importantes, El Comercio (1832), El Callao (1883), La Prensa (1903) y La Crónica (1912).
Desde los años 1990, algunos de estos se publican durante toda la semana (diario) o semanal o quincenalmente (periódico). También se publican suplementos como las revistas (publicaciones semanales, quincenales y mensuales) en Perú de circulación nacional.  A estos se suman los medios de radio y televisión. En ese entonces, la prensa desempeñó un papel interactivo en la política peruana, a la par que estos temas se volvían cada vez más mediáticos.

## Satélite
Aunque Perú no cuenta con satélites comerciales, en 1969 se implementó la Estación Terrena para Comunicaciones Internacionales Vía Satélite de Lurín, este fue pionero en la comunicación a distancia porque se emitió la etapa eliminatoria del Mundial de México 70. Posteriormente, existen dispositivos que se comunican a distancia como PeruSat-1 y su precesor Chasqui 1.

## Censura
En Perú, la censura ha sido utilizada para reprimir a quienes disienten del fujimorismo y de las Fuerzas Armadas del Perú. Durante el gobierno de Juan Velasco Alvarado se implementó una nueva ley de prensa, ordenando la expropiación de todos los periódicos de circulación nacional en 1974. A fines de la década de 1980, las Fuerzas Armadas del Perú crearon el Plan Verde, que habría implicado el genocidio de los peruanos empobrecidos e indígenas, el control o censura de la prensa en la nación y el establecimiento de una economía neoliberal controlada por una junta militar. Después de las elecciones generales de Perú de 1990, el nuevo presidente electo Alberto Fujimori adoptaría muchas de las políticas descritas en el Plan Verde. Durante el resto del mandato de Fujimori, su gobierno pagó a los medios de comunicación por una cobertura positiva y para ayudar a mantener la presidencia.
En la década de 2010, la violencia y las amenazas de muerte contra los trabajadores de la prensa provocaron el declive de la libertad de prensa en Perú. Durante la crisis de fines de la década de 2010, el Congreso intentó controlar a la prensa. Los ataques verbales contra trabajadores de la prensa por parte de políticos aumentaron en la década de 2020, y Reporteros sin Fronteras documentó que grupos de extrema derecha en Perú atacaban a periodistas.

## Pluralismo mediático
Según Reporteros sin Fronteras (2022), el pluralismo mediático en Perú es escaso y representa una amenaza para la libertad de información en la nación, especialmente por la falta de regulación gubernamental. Un estudio de Concortv (2024) señalaba que las estaciones comerciales de radio y televisión dominan, mientras que las estaciones comunitarias en abierto son muy escasas (79 de televisión y 27 de radio) y que la mayoría no cuentan con financiación estatal. La pluralidad ha sido motivo de estudio en varios gobiernos, siendo el de Juan Velasco Alvarado uno de los gobiernos en los que se desarrollaban de alternativas de comunicación y se descubría que se propagaban ideas populistas y democráticas. Este último caso fue llevado a cabo por parte de los opositores al régimen.
El Grupo El Comercio es el conglomerado de medios más grande de Perú y uno de los más grandes de América del Sur. Desde que adquirió a su rival EPENSA, en 2013, el grupo posee el 80 % de los periódicos, recibe el 65 % de los lectores en línea y genera el 57 % de los ingresos entre las industrias mediáticas más grandes del país. Como muchas otras organizaciones de medios en Perú, El Comercio pertenece a una familia, la familia Miró Quesada. La familia Miro Quesada y su Grupo El Comercio han apoyado con frecuencia a candidatos políticos de la derecha, incluida Keiko Fujimori. Su competidor es el Grupo La República, que también es propietario de varias entidades, incluida La República, y apoya la política de centro-derecha.
La Sociedad Nacional de Radio y Televisión es la asociación integrada por las principales estaciones de telecomunicaciones de Lima que afirman estar comprometidas con la labor de dar voz a la sociedad. Entre sus socios se encuentra América Televisión, propiedad de la familia Miró Quesada en mayoritaria.  Cabe destacar que América Televisión, ATV y Latina concentraron el 57 % de la audiencia televisiva nacional en la década de 2010; mientras que CRP, Panamericana de Radios, Grupo RPP y Corporación Universal controlaron gran parte del mercado radial, ya que CRP y RPP poseen más del límite legal del 20 % de las frecuencias en Lima, según Reporteros Sin Fronteras.

### Pluralidad en Internet

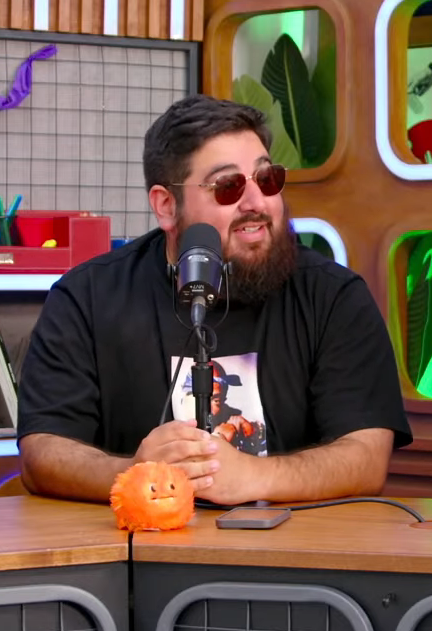
Hugo Lezama, crítico de cine y expresentador de Moloko Podcast, en 2025.

Internet se convirtió en una plataforma vital para la formación y el debate de posturas políticas desde los años 1990. En el año 2000, la revista Caretas registró el primer debate virtual entre ciudadanos, coincidiendo con las elecciones presidenciales. En 2003, José Antonio Godoy creó el prototipo de un blog, Desde el tercer piso, que se materializó en 2004 y marcó el inicio de una época de mayor libertad de comunicación política. Figuras como Marco Sifuentes se beneficiaron de este nuevo escenario en línea para expresar sus ideas, promover el debate y experimentar prototipos como el teleblog (antecesor del videocast). Javier Albarracín figura como un baluarte en el desarrollo de los blogs en el Perú, fundando el directorio Perúblogs y el programa digital Telúrica de relevancia latinoamericana. Según el crítico de cine Ricardo Bedoya, los blogs se distinguen por su brevedad y, a menudo, por una cobertura más amplia que los medios tradicionales.
Para 2005, el número de blogs ascendía a 400, cifra que se elevó a 3600 en 2006 y 5000 en 2007. En 2009, se creó el portal independiente La Mula, financiado por la Red Científica Peruana, donde se alberga contenido misceláneo desde entonces. Según la periodista Leonor Pérez-Durand, La Mula pasó al videocast en 2025, donde promovía una editorial identificada como «feminista, progresista y defensora de DD. HH.», pero sufrió la renuncia de parte de la producción, incluida la periodista Manuela Camacho, y la eliminación de algunos programas debido a un escándalo protagonizado por uno de los trabajadores.
En los siguientes años surgió el fenómeno de los pódcast, una nueva forma de distribución que ha popularizado Spotify. Los proyectos independientes adoptaron esta modalidad y los medios de comunicación masivos, como RPP y La República, les siguieron con contenido completamente exclusivo para ese formato. En 2019 se registraron 133 y, al año siguiente, esta cifra aumentó a 305. Los programas más populares en 2019 fueron Hablando Huevadas (de Jorge Luna y Ricardo Mendoza) y Moloko Podcast (de Carlos Orozco y Hugo Lezama). El primero se centró en el humor en directo, mientras que el segundo se enfocó en la actualidad social y política.
Orozco y Lezama describieron internet como «un lugar donde pueden hacer lo que en la televisión no hacían y decir palabrotas», y descartaron que las principales figuras se interesen en proponer contenidos divertidos.  La dupla también señaló que en internet se ha caricaturizado la «funada» hacia la opinión políticamente incorrecta, que no tiene valor crítico en comparación con las autoridades policiales. También se abordó el surgimiento de las «escena de brutalidad», descritas por Orozco como «mentadas de madre y novelas prefabricadas» que se producen en y para Perú. Orozco y Lezama recibieron a Silvio Valencia para analizar su estilo de locución, que se volvió viral y que las personalidades de internet consideran el máximo referente del entretenimiento digital peruano.

#### Demanda delvideocast

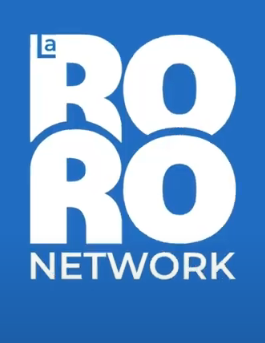
Logotipo de La Roro Network, un canal de streaming creado por Carlos Orozco que se emite en YouTube. En febrero de 2025, emitía casi 10 horas al día de lunes a viernes.

En la década de 2020, los medios digitales se convirtieron en los canales más demandados para informarse y entretenerse (según Patricia Salinas) y en los que más ingresos publicitarios generan en comparación con los medios tradicionales (según Havas Group). Esto ocurre cuando los medios tradicionales de radio y televisión han dejado de tener un papel importante para la ciudadanía y pocos de ellos (Canal N, Latina y RPP) se han adaptado a las redes sociales para compartir los sucesos más recientes en tiempo récord (denominándolos «medios de respuesta inmediata»). De hecho, Salinas señaló que varios programas de Latina Televisión se producen primero para internet y después se editan para televisión. La pandemia de COVID-19 en Perú hizo que algunos ciudadanos consumieran esos medios, principalmente las personas de entre 25 y 34 años.
Locutores radiofónicos como Carloncho, Carlos Carlín, Daniel Marquina y Jesús Alzamora han creado sus propios espacios en YouTube. Personalidades mediáticas del mundo del fútbol como Peter Arévalo y Roberto Martínez también han emprendido y, antes, aparecían en la televisión. Incluso la figura política Keiko Fujimori ha creado su propio espacio. Según el escritor Renato Cisneros, algunas personalidades recurren al chongo, mientras que otras como Martínez prefieren mantener conversaciones fluidas y orgánicas.
En el ámbito político, los mayores exponentes del rubro digital son los informativos diarios El Diario de Curwen (independiente) y La Encerrona (noticiero de Canal Ya desde 2024), con centenas de miles de suscriptores en redes sociales. En el ámbito del entretenimiento, existen varios canales que albergan programas propios en YouTube. El especialista Renzo Rotta indicó a mediados de 2024 que No Somos TV (de Jorge Luna, Ricardo Mendoza y Cathy Sáenz) contó con seis programas entre los 50 más vistos del país, La Roro Network (de Carlos Orozco, Daniel Marquina y Macla Yamada) tuvo cinco y A Presión (de Peter Arévalo) tuvo cuatro. Estos canales suelen recibir invitados de diferentes ámbitos  y han estado en el punto de mira del Estado, que presuntamente los cotizó para futuras campañas gubernamentales.
A finales de 2024 los canales que compitieron por la mayor audiencia en vivo fueron No Somos TV y La Roro Network, con un pico de 15 000 espectadores (según el diario Expreso), aunque esta cifra es menor que la del evento en vivo histórico del videopódcast Hablando Huevadas. Meses después, Todo Good, otro canal digital creado en la década de 2020, creció rápidamente en audiencia y logró superar a La Roro Network a principios de 2025.
Se ha debatido si el streaming, o el videocast en realidad, sería el modelo de consumo que sustituiría a la televisión. El periodista Marco Sifuentes (responsable de los contenidos de Canal Ya) señaló que, en esta nueva etapa, varias personalidades televisivas se están pasando al streaming. El peruano José Romero, «Mox», conocido por producir el programa de entretenimiento Whatdafaqshow entre 2009 y 2024, señaló que Perú está siguiendo un ritmo diferente al de las tendencias mundiales, ya que «el mundo está haciendo streaming y creo que eso responde a una demanda de formatos televisivos en Internet». El canal América Televisión intentó probar un proyecto «tipo pódcast», con Aldo Miyashiro y la celebridad de internet Roxana Molina como presentadores, que duró pocas semanas; más tarde, estrenó su propio programa de streaming, en el que panelistas reaccionan a Esto es guerra.
También se ha debatido sobre la libertad de expresión y la responsabilidad de los comunicadores. De hecho, el especialista Carlos León Moya advirtió que el videocast buscó imitar el estilo de la televisión de YouTube en Argentina y recicló estrategias similares a la televisión basura peruana. Hubo momentos en los que uno de los integrantes pensó o anunció que iba a renunciar a su pódcast debido a la falta de armonía con sus compañeros. También hubo problemas con la audiencia y los anunciantes. Laura Spoya, una presentadora que pasó de la televisión a la internet, afirmó que por sus declaraciones «me han funado como nunca». Spoya y sus compañeros señalaron, por ejemplo, que varias marcas prefirieron desvincularse por hablar de un problema nacional como la tragedia de Trujillo de 2025.
Magaly Medina, una de las figuras más influyentes del mundo del entretenimiento televisivo, ha criticado los pódcast. En su opinión, en ellos se reúne «gente mediocre que no tuvo [ninguna presencia] en la tele» y personas dedicadas a difamar a celebridades. Medina reprendió a Phillip Butters, locutor de radio y fundador de PBO Radio (inicialmente concebida como un programa digital), por «escuelear» (dar cátedra) a diversos pódcasters populares mientras realizaba una gira de medios. Asimismo, ha mostrado interés en desarrollar su propio canal con una parrilla de programación y competir con No Somos TV y La Roro Network.

#### Demanda de las plataformas destreaming
Más allá del videocast se encontraba Kick, una plataforma que ofrece más libertad a los creadores de contenido. Aunque no cuenta con una parrilla de programación definida como YouTube, se han realizado transmisiones de larga duración. En esta plataforma han aparecido invitados de otros medios, como las actrices Flavia Laos, Mayra Goñi y Alessandra Fuller, el comediante Melcochita y personajes de telerrealidad.
Piero Arenas es una de las personalidades de Kick que participó en Esto es guerra, pero fue expulsado al descubrirse un comportamiento inapropiado en una de sus transmisiones. Tiempo después del incidente, la producción de Esto es guerra contrató a Diego Aliaga Huamán, una famosa personalidad de la plataforma conocida por su alias Diealis. La producción también contrató a otras figuras del streaming, como Gerardo Vásquez (Gerardo Pe).
Mávila Huertas compartió un reportaje en el que se acusaba a algunos streamers de mostrar violencia y sexualidad hacia sus invitados y los preguntó: «¿Entiendes la responsabilidad que tienes al convertirte en un referente?». Los señalados tuvieron que aclarar el propósito de las transmisiones, aunque señalaron que la televisión prioriza este tipo de contenidos para generar audiencia. Personalidades de la televisión, como Magaly Medina, han criticado que en Kick se permitan conductas inapropiadas y soeces por parte de los creadores de contenido, algo que considera inadmisible para el público.  La abogada penalista Romy Chang sugirió que las autoridades podrían haber propuesto leyes para sancionar la promoción de contenidos que atenten contra las personas en Kick y otras plataformas.

## Medios de comunicación locales
- Medios de comunicación en Pucallpa
- Medios de comunicación en Iquitos